# Nomada angulata
Nomada angulata là một loài Hymenoptera trong họ Apidae. Loài này được Swenk mô tả khoa học năm 1913.